# Hexatoma (Eriocera) luteitarsis
Hexatoma (Eriocera) luteitarsis is een tweevleugelige uit de familie steltmuggen (Limoniidae). De soort komt voor in het Neotropisch gebied.